# Gouvernement Aura I
République de Finlande
Koivisto I Karjalainen II
Le gouvernement Aura I est le 52ème gouvernement de la République de Finlande, qui a siégé 63 jours du 14 mai 1970 au 15 juillet 1970.

## Composition
Le gouvernement est composé des ministres suivants :
| Ministre                                                    | Période   | Période   | Parti | Parti |
| ----------------------------------------------------------- | --------- | --------- | ----- | ----- |
| Premier ministre Teuvo Aura                                 | 14.5.1970 | 15.7.1970 |       | amm.  |
| Vice-Premier ministre Ministre des Finances Päiviö Hetemäki | 14.5.1970 | 15.7.1970 |       | amm.  |
| Vice-Ministre des Finances Keijo Liinamaa                   | 26.5.1970 | 15.7.1970 |       | amm.  |
| Ministre des Affaires étrangères Väinö Leskinen             | 14.5.1970 | 15.7.1970 |       | amm.  |
| Ministre de la Justice Keijo Liinamaa                       | 14.5.1970 | 15.7.1970 |       | amm.  |
| Ministre de l'Intérieur Teemu Hiltunen                      | 14.5.1970 | 15.7.1970 |       | amm.  |
| Ministre de la Défense Arvo Pentti                          | 14.5.1970 | 15.7.1970 |       | amm.  |
| Ministre de l'Éducation Jaakko Numminen                     | 14.5.1970 | 15.7.1970 |       | amm.  |
| Ministre de l'Agriculture Nils Westermarck                  | 14.5.1970 | 15.7.1970 |       | amm.  |
| Ministre des Transports Martti Niskala                      | 14.5.1970 | 15.7.1970 |       | amm.  |
| Ministre du commerce et de l'industrie Olavi J. Mattila     | 14.5.1970 | 15.7.1970 |       | amm.  |
| Ministre des Affaires sociales Gunnar Korhonen              | 14.5.1970 | 15.7.1970 |       | amm.  |
| Vice-ministre des Affaires sociales Alli Lahtinen           | 14.5.1970 | 15.7.1970 |       | amm.  |
| Ministre de l'Emploi Esa Timonen                            | 14.5.1970 | 15.7.1970 |       | amm.  |